# جاك شيبارد (لاعب كريكت)
جاك شيبارد (29 ديسمبر 1992 في المملكة المتحدة - ) (بالإنجليزية: Jack Sheppard)‏ هو لاعب كريكت بريطاني. لعب مع Ealing Cricket Club ‏ ونادي مقاطعة هامبشاير للكريكت ‏.

## وصلات خارجية
- جاك شيبارد على موقع إي آس بي آن كريك إنفو (الإنجليزية)